# Magyar közoktatás napja
A Pedagógusok Szakszervezete (PSZ) kezdeményezése alapján 1991-ben november 22-t a magyar közoktatás napjának nyilvánították.
A PSZ a hazai közoktatás helyzetének, gondjainak bemutatására, valós társadalmi megítélésének elősegítésére, valamint a szükséges országos és helyi döntések meghozatala, a közös cselekvés kialakítása céljából kezdeményezte a magyar közoktatás napjának létrejöttét. Olyan akciónapot kívánt a PSZ létrehozni, amelyen az aktuálisan zajló költségvetési vitákhoz kapcsolódva felhívják a döntéshozók és a közvélemény figyelmét a közoktatás stratégiai jelentőségére, fejlesztésének szükségességére.  A meghirdetett akciónapokkal olyan döntések megszületését kívánták elősegíteni, amelyekben kifejeződik a nemzet gondoskodása saját jövőjéről, és amelyekben nem szorulnak háttérbe a szakmai szempontok, a tanulói, szülői, pedagógusérdekek.